# Eliot Spitzer
Eliot Laurence Spitzer (Bronx, Nova Iorque, 10 de junho de 1959) é um advogado e político do Partido Democrata. Foi governador do estado de Nova Iorque de janeiro de 2007 até o dia 12 de março de 2008, quando anunciou a renúncia, marcada para o dia 17 de março. Antes de ser eleito governador, Spitzer foi advogado-geral do estado de Nova Iorque.
Filho do magnata do ramo imobiliário Bernard Spitzer e da professora de literatura inglesa Anne Spitzer, nasceu e cresceu no famoso bairro do Bronx. Estudou nas universidades Princeton e Harvard, onde conheceu Silda Wall, com quem viria a se casar.
Spitzer se envolveu em um escândalo sexual. A polícia descobriu que ele fez uso dos serviços da prostituta Ashley Alexandra Dupré. Parte do escândalo foi revelado ao FBI pela cafetina brasileira Andréia Schwartz.